# Тидеманис, Янис
Я́нис Фердинандс Ти́деманис (латыш. Jānis Ferdinands Tīdemanis, 1 октября 1897, Вентспилс — 12 апреля 1964, Торонто) — латвийский художник, один из немногих представителей латвийского модернизма 1930-х годов.

## Биография
Родился 1 октября 1897 года в Вентспилсе. В 1911 году с дядей уехал в Архангельск, а затем в Нью-Йорк и Кливленд, где завершил среднее образование и начал учиться живописи в школе искусств.
В 1917 году отправился в Италию, чтобы завершить художественное образование, в 1920 году вернулся в Ригу. В 1922 году женился на Эльвире Митузе («Ханнеле») и поступил в Королевскую академию искусств в Антверпене. Для получения средств на учёбу возвращался в США и работал декоратором.
Окончив академию в 1927 году (диплом первой категории за произведение «В печали», латыш. Skumjā) Тидеманис продолжил учёбу в Высшем институте искусств Антверпена под руководством Исидора Опсомера. Испытал влияние Джеймса Энсора.
С 1928 года начал проводить выставки своих работ, в том числе в Антверпене и Брюсселе, а также Риге, Каунасе и Таллине.
В 1932 году представил картину «Переплывающие канал» (латыш. Kanāla pārpeldētājas), которая получила премию в размере 10 000 франков и выставлена в бельгийском павильоне на Конкурсе искусств, сопровождавшем Летние Олимпийские игры в Лос-Анджелесе.
В 1934 году получил премию за картину «Весна» (латыш. Pavasaris) на ретроспективной выставке столетия искусств в Антверпене, которую открывала Астрид Шведская. Был представлен ей, а также королю Леопольду III и Елизавете Баварской, лично посетившей его мастерскую. Был награждён кавалерской степенью ордена Леопольда II.
В 1935 году создал две фрески площадью 40 кв. для латвийского павильона Всемирной выставки в Брюсселе, получив гран-при. В том же году вернулся в Латвию, развелся с первой женой и в 1937 году женился на Анастасие Шкеле, с которой имел сына Леонарда, умершего спустя год.
Проводил выставки в Риге, Лиепае, Вентспилсе, Елгаве, Тукумсе, а также участвовал в совместных выставках латвийских художников и создании альбома офортов «Борьба за свободу» (латыш. “Brīvības cīņas”). Дружил с Карлисом Падегсом и Эдуардом Калнынем.
В 1944 году перед наступлением Красной армии покинул Ригу, оставив в городе около 400 картин. Из Германии 26 декабря 1944 года уехал в Швейцарию, затем в Канаду. Умер 12 апреля 1964 года в Торонто.

## Творчество
Искусство Тидеманиса близко бельгийскому экспрессионизму, однако он проявлял интерес и к творчеству старых мастеров. Стиль его картин — выразительные, жизненные и темпераментные мазки кистью. Использовал светотень, тёмный фон, придавал цвету главную роль в своих картинах.
Один из первых художников, обратившихся к теме большого города: рисовал сцены заливов, рынков, бульваров, карнавалов, уличной толпы и спортивных мероприятий. Создал много портретов, в том числе жены Ханнеле.
Предпочитал масло и гравюру. Работа Тидеманиса с цветом повлияла на латвийских художников следующего поколения, в том числе на Яниса Паулюкса и Лео Свемпса.
Картины представлены в Латвийском национальном художественном музее и других музеях Латвии, музеях Мальмё, Брюсселя, Антверпена, Таллина, Каунаса, а также России, США и в частных собраниях, прежде всего в Латвии и Бельгии.